# Ҳ
Ҳ (minuscule : ҳ), appelé kha crampon,  est une lettre additionnelle de l’alphabet cyrillique utilisée par plusieurs langues :
En abkhaze, elle note la consonne [ħ] ;
En karakalpak, en tadjik et en ouzbek (jusqu’en 1992), elle note la consonne [h] ;
En itelmène et en nivkhe, elle note la consonne [χ].

## Représentations informatiques
Le kha crampon peut être représenté avec les caractères Unicode suivants (Cyrillique) :
| formes    | représentations | chaînes de caractères | points de code | descriptions                           |
| --------- | --------------- | --------------------- | -------------- | -------------------------------------- |
| capitale  | Ҳ               | Ҳ                     | U+04B2         | lettre majuscule cyrillique kha ogonek |
| minuscule | ҳ               | ҳ                     | U+04B3         | lettre minuscule cyrillique kha ogonek |